# Fotograma

El caballo en movimiento (1878) de Eadweard Muybridge.

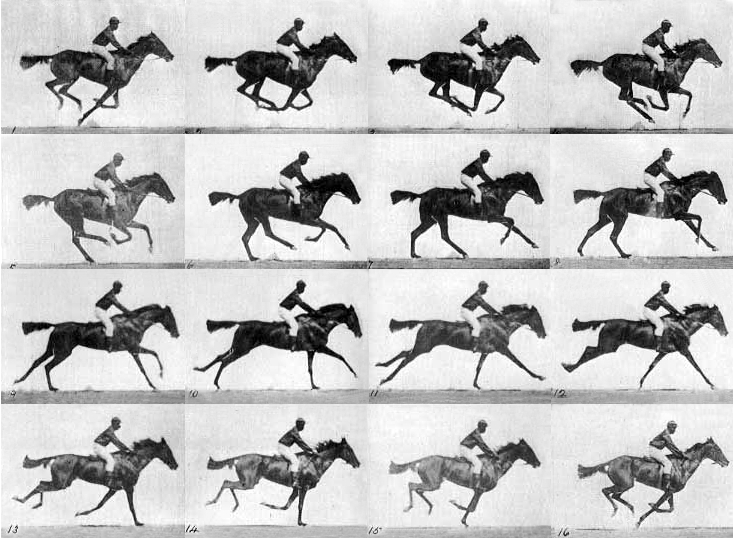
La famosa serie de fotografías de Muybridge captadas con 16 cámaras de alta velocidad. Al pasar ante la cámara el caballo rompía un hilo que la accionaba. La sucesión continuada de ellas consigue sugerir el movimiento.

Un fotograma es cada una de las imágenes impresas químicamente en la tira de celuloide del cinematógrafo o bien en la película fotográfica.
Cuando una secuencia de fotogramas es visualizada de acuerdo a una determinada frecuencia de imágenes por segundo se logra generar la sensación de movimiento en el espectador. La fórmula de esta frecuencia es la siguiente:
El resultado de la fórmula se expresa en fotogramas por segundo (con sigla FPS). Las frecuencias de fotograma de algunos de los sistemas más conocidos son las siguientes:
- Cine mudo: 16-18 fotogramas por segundo.
- Cine: 24 FPS.
- Cine digital: 30 FPS o más.[2]

Pero estas cantidades se refieren a los entornos profesionales, porque distintos equipos domésticos ofrecían y ofrecen los mismos u otros ratios.

## En cine
Para ver una película cinematográfica se requiere que los fotogramas sean proyectados a una cadencia de 24 por segundo; así producen la ilusión de movimiento. Esto se debe a que una sucesión tan veloz de imágenes bloquea la capacidad del cerebro de verlas como fotografías separadas. Esta persistencia en la visión hace que el cerebro mezcle estas imágenes dando la sensación de movimiento natural.

### Tipos de filmación
Existen dos formatos de impresión en las películas y se conocen como flat y scope. La diferencia entre ambos es fácil de apreciar. Los dos formatos están grabados en las cintas mismas, que son de treinta y cinco milímetros. Dentro de cada cinta, al dividir los 24 cuadros de un segundo de filmación, se tiene que medir por leap´s, que son los pequeños orificios que tiene la cinta a los costados. Los leap's sirven para que el proyector pueda arrastrar la cinta con la imagen y se produzca el movimiento.
El formato flat está grabado en la cinta pero en el tiempo que corresponde a cuatro leaps la imagen abarca dos, de forma que se muestra un espacio negro entre imagen e imagen, permitiendo que cuando se ve el fotograma sin movimiento la imagen se vea clara y de tamaño proporcionado, pero cuando es proyectada se ve en pantalla como una imagen cuadrada.
El formato scope es más distorsionado en el fotograma sin movimiento, ya que la imagen que se graba en el fotograma tiene menos espacio entre una y otra. La imagen de este tipo de formato está muy junta y se ve alargada, y al proyectarse la imagen se ve en forma rectangular en las salas de cine.

### Tamaño de un fotograma
La medida de un fotograma de retis de película varía dependiendo del formato de esta. En el formato de aficionado más pequeño de 8 mm, es aproximadamente 4,8 × 3,5 mm. Mientras que en el formato IMAX es tan grande como 69,6 × 48,5 mm. Cuanto más grande es el fotograma, más aguda resulta la imagen sobre la pantalla de proyección.

## En fotografía

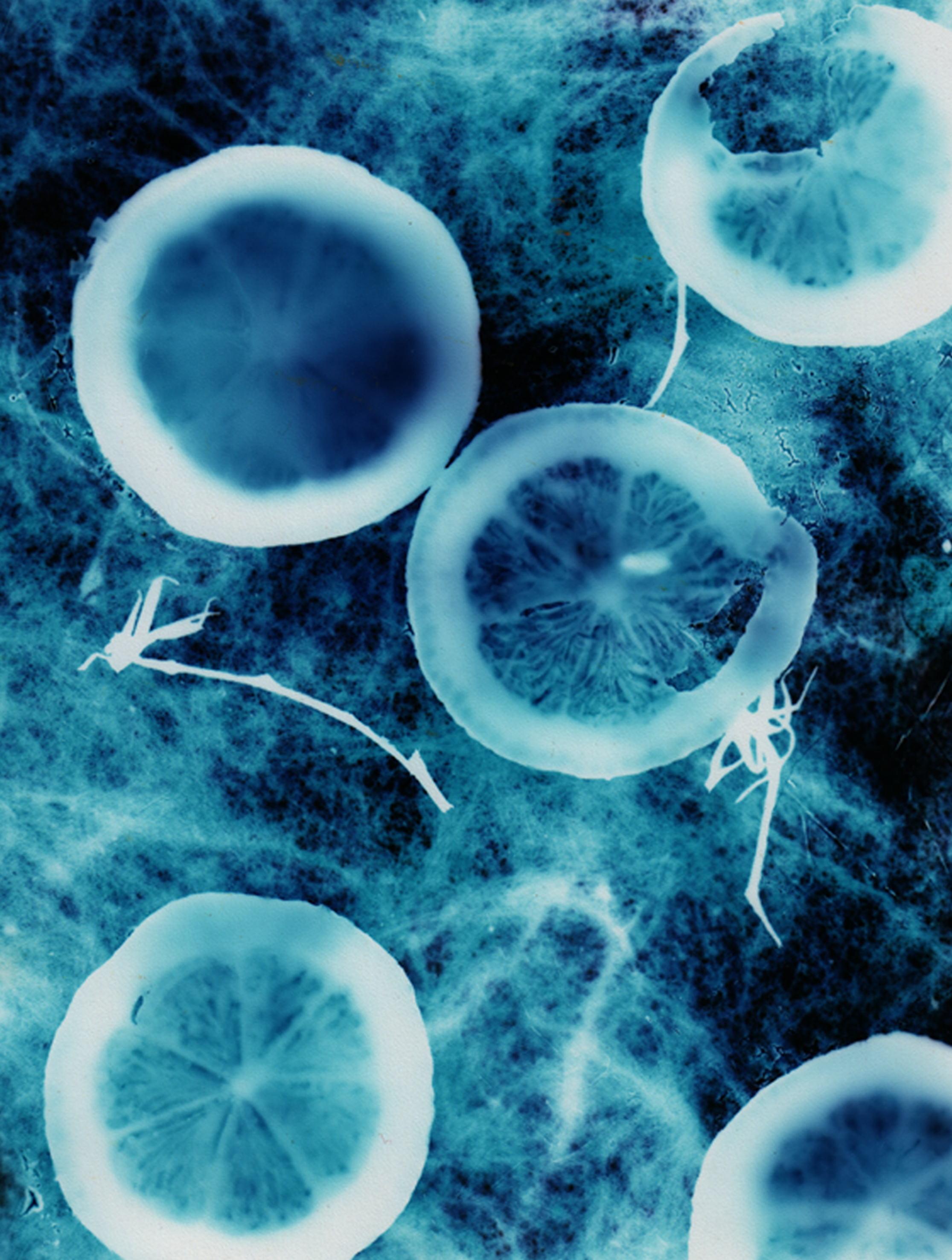
Ejemplo de fotograma en fotografía.

Los fotogramas son cada una de las impresiones realizadas en una película mediante la entrada de luz a una cámara, regulada con un obturador. Cuando la película es revelada, los fotogramas pueden proyectarse sobre papel para obtener así una fotografía o foto. También se llama fotograma a una imagen fotográfica obtenida sin el uso de una cámara colocando objetos sobre una superficie fotosensible como una película o papel fotográfico y después exponiéndolos a la luz directa.

## "Fotograma" frente a "cuadro"
En numerosas ocasiones se confunde el término cinematográfico fotograma con el de vídeo cuadro. Ambos términos son equivalentes, pero no son lo mismo por cuatro razones:
1. El fotograma es una emulsión visible, ya sea en positivo o en negativo, lo que permite identificarlos e incluso saber donde cortar con una tijera o similar. Por su parte, un cuadro es una señal eléctrica que se puede grabar o no.[4]
2. Un fotograma no tiene divisiones, un cuadro se compone de dos campos, el superior y el inferior.
3. Los fotogramas iban identificados con un número al pie del mismo. Con los cuadros se trató de hacer algo parecido empleando partículas metálicas, pero con la entrada de las pistas helicoidales su numeración se conseguía empleando una pista con código de tiempo y no una división física.[4]
4. El número de fotogramas por segundo se adoptó por motivos logísticos principalmente, cuando el número de cuadros por segundo lo fue por compatibilidad con las distintas frecuencias eléctricas. Por esta razón se debía perder algo de duración cuando una película de 24 FPS se pasaba a una cinta de vídeo en sistema PAL de 25 cuadros por segundo o a una de NTSC de casi 30.[3]